# Bojadisarska krozofora
Bojadisarska krozofora (lat. Chrozophora tinctoria) korisna jednogodišnja raslinja iz porodice mlječikovki. Rasprostranjena je po Mediteranu (uključujući i Hrvatsku), oko Crnog mora, na Kavkazu i srednjoj Aziji.
Od ove biljke dobiva se plavo–ljubičasta boja koja se koristila u srednjovjekovnim oslikanim rukopisima, a upotrebljava se i kao bojilo za hranu.
- C. tinctoria
- C. tinctoria
- C. tinctoria